# PGC 41455
LEDA/PGC 41455 ist eine Galaxie Sternbild Jungfrau auf der Ekliptik. Sie ist schätzungsweise 1,14 Milliarden Lichtjahre von der Milchstraße entfernt und hat einen Durchmesser von etwa 155.000 Lichtjahren.
Im selben Himmelsareal befindet sich u. a. die Galaxien IC 3457, PGC 41432, PGC 41433, PGC 41449.